# St. Joseph (Zant)

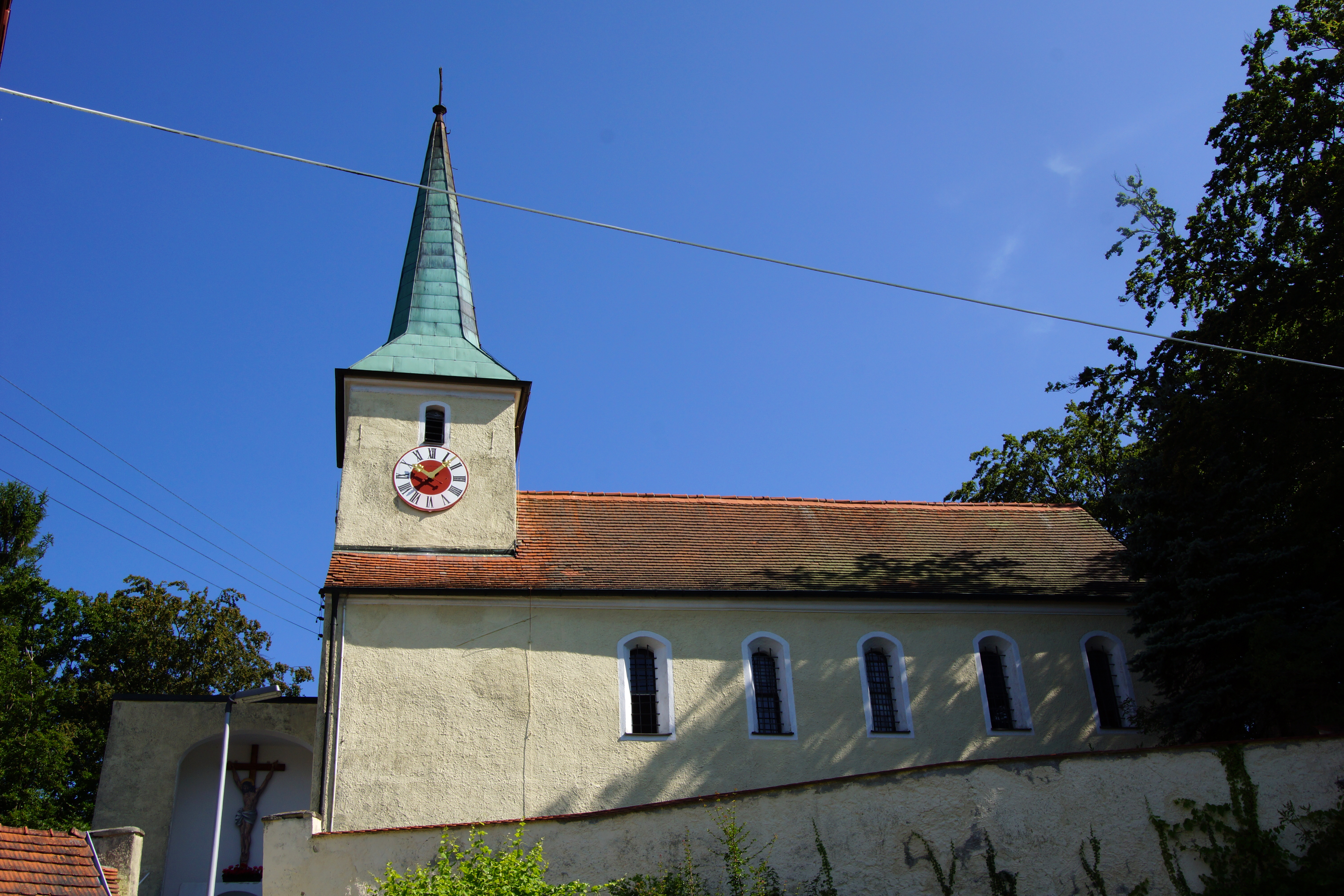
St. Joseph (Zant)

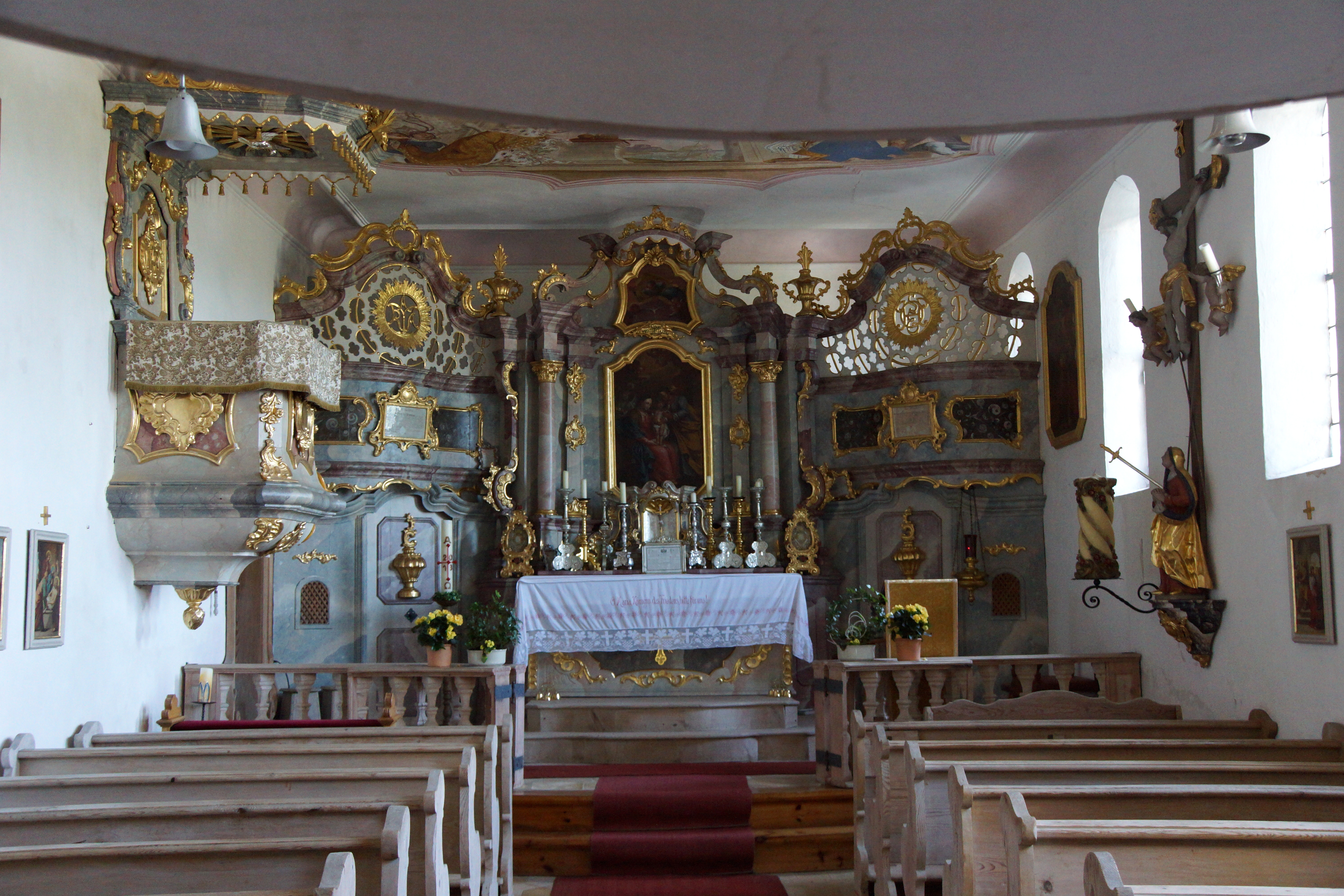
Innenansicht

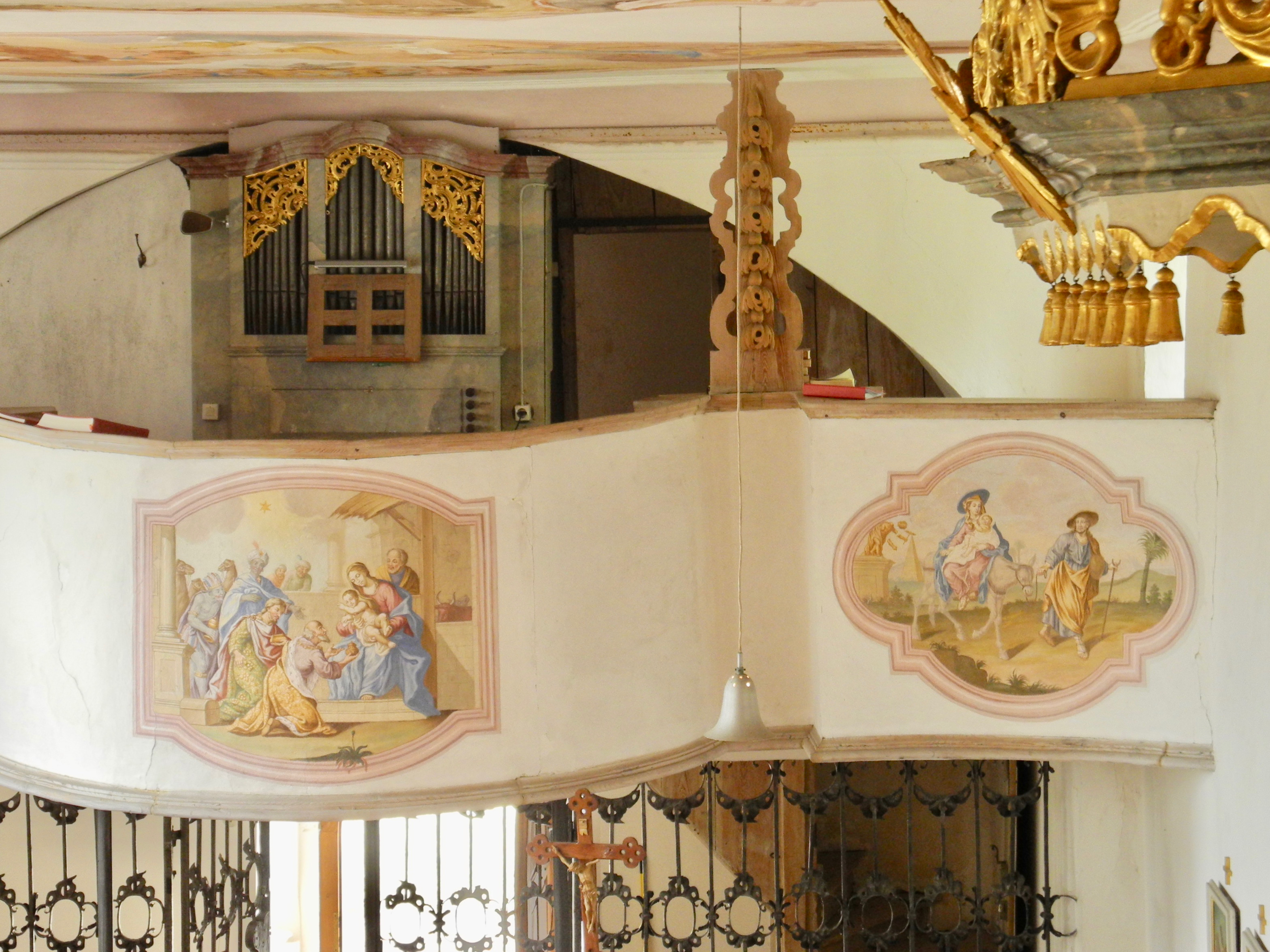
Funtsch-Orgel

Die römisch-katholische, denkmalgeschützte Wallfahrtskirche und Filialkirche St. Joseph steht in Zant, einem Gemeindeteil der Gemeinde Ursensollen im Landkreis Amberg-Sulzbach in der Oberpfalz. Die Kirche gehört zum Bistum Regensburg. Das Bauwerk ist unter der Denkmalnummer D-3-71-154-34 als Baudenkmal in die Bayerische Denkmalliste eingetragen.

## Beschreibung
Die im Kern mittelalterliche Saalkirche wurde 1684 umgestaltet. Sie besteht aus einem Langhaus, das mit einem Satteldach bedeckt ist, in das der Kirchturm, der mit einem Knickhelm bedeckt ist, im Westen eingestellt ist, und einem gerade geschlossenen Chor im Osten.
Die Deckenmalereien werden Otto Gebhard zugeschrieben. Zur Kirchenausstattung gehört ein Hochaltar, auf dessen Altarretabel die Heilige Familie dargestellt ist. 

## Orgel
Die Orgel mit sechs Registern auf einem Manual und Pedal wurde 1778 von Johann Konrad Funtsch aus Amberg zunächst als Manualwerk erbaut. Friedrich Specht fügte im Jahr 1858 das angehängte Pedal dazu. Das Instrument ist eines von sechs erhaltenen Werken des Amberger Orgelbauers. Die Disposition lautet:
| Manual CDEFGA–c3 |    |
| Gedeckt          | 8′ |
| Principal        | 4′ |
| Flöte            | 4′ |
| Octav            | 2′ |
| Octävlein        | 1′ |

| Pedal CDEFGA–a |     |        |
| Subbaß         | 16′ | (1858) |

- Bemerkungen: Spielschrank